# Lännviken
Lännviken är en by och ett fritidshusområde i Malungs socken i Malung-Sälens kommun, belägen vid sjön Öjen och E45 cirka sex kilometer söder om Öje.
Lännviken, eller Lämviken i äldre tid, var en mindre fäbod tills man i slutet av 1800-talet började utnyttja det lertag som fanns på vallen. Ett tegelbruk grundades vilket skapade arbetstillfällen så folk kunde bosätta sig permanent vid viken. På 1960-talet kom ett fritidshusområde på 30 stugor att byggas i anslutning till det gamla Lännviken. Idag är båda områdena bebodda året runt. Sedan 2012 planeras ett nytt stugområde på Törnäset intill Lännviken med 19 sjönära tomter.
I januari 2017 framförde traktens ungdomar lokalrevyn Trättskurär för närmare 200 revyentusiaster i en källarlokal i Lännviken. Denna revy var den femte och jubilerande i serien av Lännviksrevyn som årligen uppförs i byn.
Lännviksdagen med bland annat uppträdanden firades i slutet av maj 2015 för tredje gången.